# Нит (единица измерения)
Нит (русское обозначение: нт; международное: nt; сокр. от лат. niteo — блещу, сверкаю) — устаревшее наименование единицы яркости, ранее использовавшееся в Международной системе единиц (СИ) и системе МСК (МСС). 1 нит равен яркости равномерно светящейся плоской поверхности площадью 1 м2 в перпендикулярном к ней направлении при силе света, равной 1 кд. Соответственно, 1 нт = 1 кд/м².
Нит был одобрен Международной комиссией по освещению и планировался к включению в СИ вместе с люксом в 1960 году, но был отвергнут Генеральной конференцией по мерам и весам, поскольку это название не получило широкого распространения из-за плохих ассоциаций, которые вызывает слово nit (англ. гнида, дрянь) в англоязычной среде. В настоящее время стандартами на единицы СИ применение этого наименования не предусмотрено, а единица яркости в системе СИ именуется кандела на квадратный метр.
1 нт = 10−4 кд/см² = 9,95⋅10−5 сб = 3,13⋅10−4 Лб.